# Ede
Ede este o comună și o localitate în provincia Gelderland, Țările de Jos. 

## Localități componente
Bennekom, De Klomp, Deelen, Ede, Ederveen, Harskamp, Hoenderloo, Lunteren, Otterlo, Wekerom.